# Förderprogramme der EU
Der größte Teil des EU-Haushalts fließt in Form von Förderprogrammen in die Gemeinsame Agrarpolitik zur Unterstützung der Landwirtschaft (jährlich etwa 55 Mrd. Euro ≙ 43 % des Haushalts) und in die Kohäsionspolitik zur regionalen Entwicklung in den EU-Mitgliedstaaten sowie die Bereiche Forschung und Innovation (jährlich etwa 60 Mrd. Euro ≙ 45 % des Haushalts).
Als Finanzierungsinstrumente stehen für die Agrarförderung der Europäische Garantiefonds für die Landwirtschaft (EGFL), der Europäische Landwirtschaftsfonds für die Entwicklung des ländlichen Raums sowie der Europäische Meeres- und Fischereifonds zur Verfügung. Die regionale Strukturförderung erfolgt aus dem Europäischen Fonds für Regionale Entwicklung (EFRE), dem Europäischen Sozialfonds (ESF) und dem Kohäsionsfonds. Typischerweise werden diese Finanzhilfen nicht direkt von der EU-Kommission ausbezahlt, sondern über nationale und regionale Behörden der EU-Mitgliedstaaten. Meist handelt es sich dabei um große Infrastrukturprojekte, bei denen die EU-Mittel mit Bundes-, Landes-, kommunalen und sonstigen öffentlichen Mitteln, ggf. auch privaten Mitteln kofinanziert werden müssen.
Direkt zahlt die EU-Kommission Finanzhilfen an staatliche oder private Organisationen und Einrichtungen mit Rechtspersönlichkeit, wie etwa Universitäten, Fachhochschulen, Unternehmen, Interessenverbände und Nichtregierungsorganisationen. Diese Gelder fließen in Projekte aus den Bereichen Forschung und Entwicklung, Bildung, Umweltschutz, Verbraucherschutz, Informationsgesellschaft, Energie und Verkehr sowie in Maßnahmen der EU-Außenhilfe. In Ausnahmefällen werden auch Einzelpersonen unterstützt.
Die Vergaberichtlinien, Zahlungsbestimmungen und Verfahren aller EU-Finanzhilfen stehen in der 'Haushaltsordnung' und den dazugehörigen Durchführungsbestimmungen. Die Haushaltsordnung sieht unter anderem vor, dass die EU jährlich einen Bericht über die Förderungen mit allen Namen und Adressen der Begünstigten herausgeben muss.

## Förderprogramme der EU
- Europäische Struktur- und Investitionsfonds:
  - Europäischer Fonds für regionale Entwicklung (EFRE)
  - Europäischer Sozialfonds Plus (ESF+)
  - Kohäsionsfonds (KF)
  - Europäischer Landwirtschaftsfonds für die Entwicklung des ländlichen Raums (ELER)
  - Europäischer Meeres-, Fischerei- und Aquakulturfonds (EMFAF)

- Sonstige Fonds (Auswahl):
  - EU-Fonds für den gerechten Übergang[1]
  - Europäischer Garantiefonds für die Landwirtschaft (EGFL)
  - Instrument für Heranführungshilfe (IPA)
  - Solidaritätsfonds der Europäischen Union (EUSF)
  - Gemeinsame Hilfe bei der Unterstützung von Projekten in europäischen Regionen (kurz JASPERS – englisch: Joint Assistance in Supporting Projects in European Regions)
  - Gemeinsame europäische Mittel für kleinste und mittlere Unternehmen (kurz JEREMIE – englisch: Joint European Resources for Micro to Medium Enterprises)
  - Gemeinsame europäische Unterstützung für nachhaltige Investitionen in Stadtgebiete (kurz JESSICA – englisch: Joint European Support for Sustainable Investment in City Areas)
  - Gemeinsame Aktion zur Förderung von Kleinstkreditinstituten in Europa (kurz JASMINE – englisch: Joint Action to Support Micro-finance Institutions in Europe)

## Forschung und Entwicklung
Die Europäische Union finanziert sowohl Grundlagen- als auch angewandte Forschung. Bekannteste Finanzierungsinstrument ist das Forschungsrahmenprogramm, zudem vergibt die Europäische Kommission Gelder über die Exekutivagentur für die Forschung und über ihre Generaldirektionen.

## Bildung
Um die Ziele, die durch den Bologna-Prozess entwickelt wurden, zu erfüllen, wird mit dem Programm Tempus die Zusammenarbeit im Hochschulbereich zwischen EU-Mitgliedstaaten und Partnerländern aus den neuen unabhängigen Staaten, Südosteuropa und dem Mittelmeerraum unterstützt. Es werden gemeinsame Projekte, aber auch Reisekosten gefördert.
Leonardo fördert die internationale Zusammenarbeit und Auslandsaufenthalte von Auszubildenden und Arbeitnehmern, um die Qualität der Berufsbildung zu erhöhen. Zugleich soll Innovation vorangetrieben werden und die „europäische Dimension“ in Berufsbildungssystemen und Lehrmethoden gestärkt werden. Insbesondere auch Kleine und mittlere Unternehmen sind angesprochen. Neben der Mobilität und der Sprachkompetenz zielt Leonardo auch auf transnationale Pilotprojekte zur Entwicklung innovativer Ausbildungsmethoden, auch unter Nutzung moderner Kommunikationstechnologie ab. Leonardo fördert außerdem transnationale Netzwerke verschiedener Einrichtungen zur langfristigen Entwicklung von Ausbildungsmethoden sowie Projekte zur Analyse des zukünftigen Ausbildungs- und Qualifikationsbedarfs. Auch Datenvergleichsprojekte werden unterstützt.
Das Sokrates-Programm soll die allgemeine Bildung fördern und besteht aus einer ganzen Reihe von Unterprogrammen: Minerva (Förderung der europäischen Zusammenarbeit auf dem Gebiet des offenen Unterrichts, der Fernlehre und von Informations- und Kommunikationstechnologien im Bildungswesen), Erasmus (Universitäten), Comenius (Schulen), Lingua (Förderung der Sprachenvielfalt) sowie Grundtvig (Erwachsenenbildung, lebenslanges Lernen). Zu Erasmus gehört auch das Programm Arion, mit dem Studienbesuche für Fachleute und Entscheidungsträger im Bildungswesen gefördert werden. Als flankierende Maßnahmen zu Erasmus werden auch Informationstätigkeiten unterstützt. Im Bereich der nicht-formalen außerschulischen Bildung fördert das EU-Programm „Jugend in Aktion“ Auslandsaufenthalte, Freiwilligendienste und Initiativen von Jugendlichen.

## Verkehr

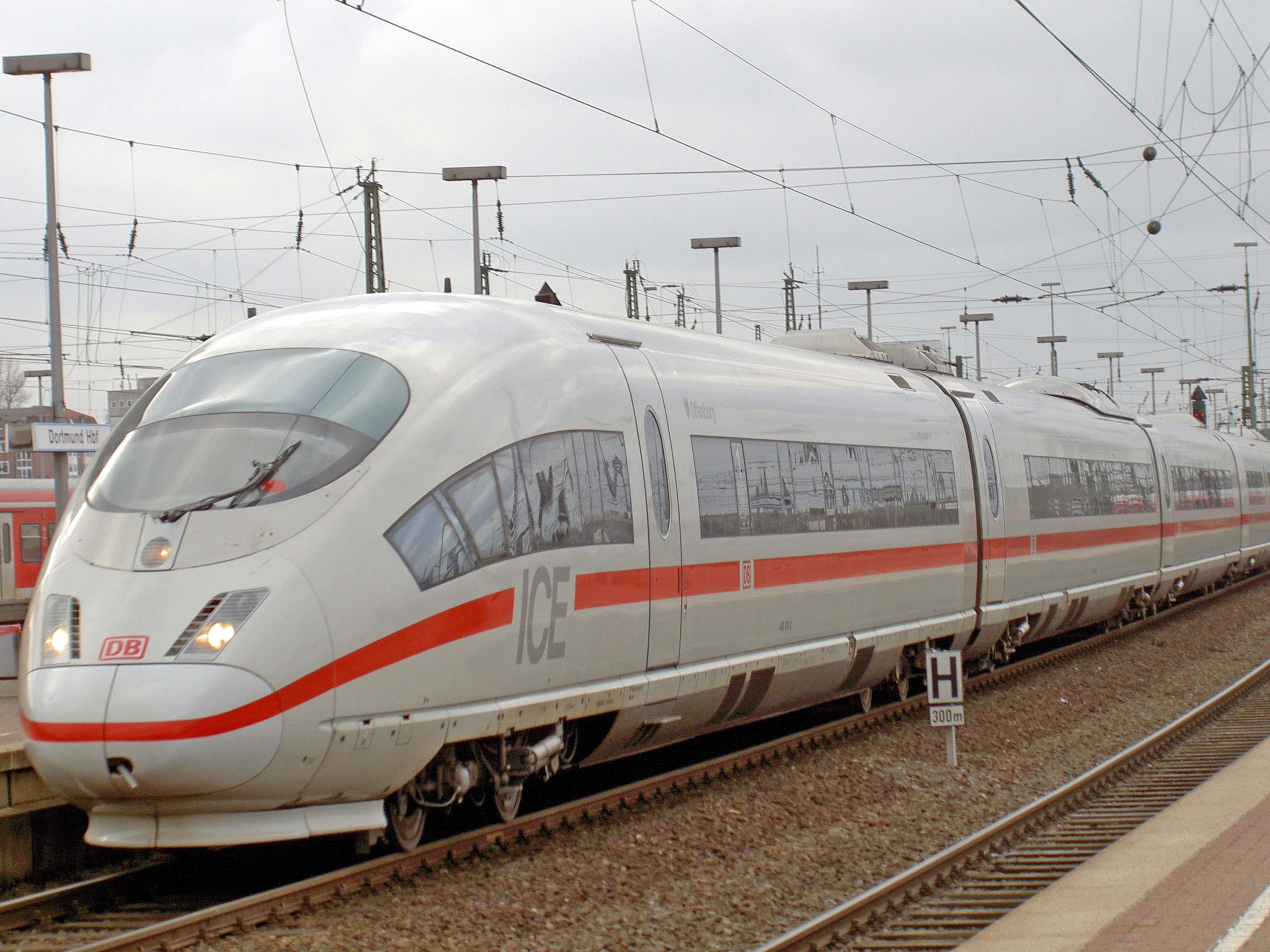
InterCityExpress: Das Förderprogramm TEN-V beinhaltet auch grenzüberschreitenden Eisenbahnfernverkehr

Mit dem Schwerpunktprogramm Transeuropäische Netze - Verkehr (TEN-V, englisch: TEN-T) wird die Vereinheitlichung des Verkehrssystems angestrebt. Es hat eine Laufzeit von 1995 bis 2019, die ersten Projekte betreffen hauptsächlich Bahnstrecken, Autobahnen, Wasserstraßen, den Güterverkehr und Informationssysteme. Neuere Projekte befassen sich mit Fahrradrouten sowie der Mobilfunkabdeckung der Korridore.

## Umwelt und Energie
Von 2007 bis 2013 ist LIFE+ das wichtigste Finanzierungsinstrument der EU in den Bereichen Umwelt- und Naturschutz. LIFE+ fördert sowohl die Entwicklung innovativer und integrierter Techniken (LIFE+ „Umweltpolitik und Verwaltungspraxis“), als auch den Schutz bedrohter Arten und natürlicher Lebensräume (LIFE+ „Natur und Biologische Vielfalt“). Auch Informationskampagnen können Unterstützung erhalten (LIFE+ „Information und Kommunikation“).
Bis zum Jahr 2006 lief noch das Programm Intelligente Energie Europa. Örtliche, regionale und nationale Initiativen in den Bereichen erneuerbare Energieträger, Energieeffizienz und Energiespezifische Aspekte des Verkehrswesens werden mit diesem Programm unterstützt.

## Ländlicher Raum
Zur Entwicklung des ländlichen Raums hat die EU die Gemeinschaftsinitiative LEADER eingeführt. Eine Unterstützung benachteiligter ländlicher Räume der EU wird mittels der Ausgleichszulage für Benachteiligte Gebiete geregelt.

## Justiz
Mit dem Programm Daphne werden europäische Maßnahmen zur Bekämpfung der Gewalt gegen Kinder, Jugendliche und Frauen unterstützt. Mit Grotius II wird der innereuropäische Austausch von Richtern, Staatsanwälten, Gerichtsvollziehern etc. gefördert, mit dem Ziel, die Zusammenarbeit der Mitgliedstaaten durch eine bessere gegenseitige Kenntnis der Rechtsordnungen und der Rechtspflege zu erleichtern.

## Medien und Kultur
Seit dem Vertrag von Maastricht besitzt die Europäische Union auch eine Kompetenz auf dem Gebiet der Kultur, der sie unter anderem durch Förderprogramme Rechnung trägt.
Die ersten Kulturförderprogramme der EU waren die Programme Raphael, Kaleidoskop und Ariane.
Vom 1. Januar 2000 bis zum 31. Dezember 2006 wurde die Kultur hauptsächlich über das Rahmenprogramm Kultur 2000 gefördert.
Seit dem 1. Januar 2007 läuft das Programm Kultur 2007–2013.

## Wirtschaft
Die EU fördert mit weiteren Programmen in den verschiedenen Bereichen, z. B.:
- URBAN II
- TACIS
- InterReg IV

## Außenhilfe
Die Außenhilfe betrifft Vorhaben, die in Ländern außerhalb der EU ausgeführt werden und vor allem Personen und Einrichtungen außerhalb der EU zugutekommen, zum Beispiel Entwicklungshilfeprojekte in der Dritten Welt. Diese Möglichkeiten zur finanziellen Unterstützung sind dennoch auch für Personen und Einrichtungen in der EU interessant. Europäische NGOs etwa in den Bereichen Umwelt oder Entwicklung können Projekte beantragen, mit denen sie z. B. zu Umweltschutz oder Armutsbekämpfung in der Dritten Welt beitragen. Sechs verschiedene Instrumente stehen für die externe Förderung zur Verfügung.
- Mit dem Stabilitätsinstrument sollen Krisen und Instabilität in Drittländern sowie grenzübergreifende Herausforderungen, wie die nukleare Sicherheit, Nichtverbreitung, der Kampf gegen illegalen Handel, organisierte Kriminalität und Terrorismus angegangen werden.
- Das Instrument für Heranführungshilfe betrifft potenzielle Beitrittskandidaten und ersetzt damit die Instrumente PHARE, ISPA, SAPARD und CARDS sowie mehrere andere Verordnungen.
- Das Europäische Nachbarschafts- und Partnerschaftsinstrument stellt Außenhilfe für Drittländer zur Verfügung, die sich an der Europäischen Nachbarschaftspolitik beteiligen, das sind z. B. Länder des südlichen und östlichen Mittelmeerraums, die Ukraine, Moldawien, Belarus sowie der südliche Kaukasus. Gefördert wird auch die grenzübergreifende Zusammenarbeit zwischen Mitgliedsländern und angrenzenden Staaten zur Unterstützung der nachbarschaftlichen Beziehungen an den Grenzen. Dieses Instrument fördert auch die strategische Partnerschaft zwischen der EU und Russland. Aktionspläne und Abkommen gibt es mit Moldawien, Ukraine, Marokko, Tunesien, Israel und den Palästinensischen Behörden. Die Vergabe erfolgt über Ausschreibungen. Früher waren für diese Aufgaben die Programme MEDA und Teile von TACIS zuständig.
- Das Instrument für Entwicklungszusammenarbeit und wirtschaftliche Zusammenarbeit deckt alle Länder, Gebiete und Regionen ab, die durch keines der beiden vorigen Instrumente erfasst werden. Dadurch werden Programme wie etwa ALA und EEF1 ersetzt.
- Humanitäre Hilfe umfasst alle Nahrungsmittelhilfen.
- Makrofinanzhilfe wird Ländern genehmigt, die einen außergewöhnlichen Finanzbedarf zum Ausgleich ihres Zahlungsbilanzdefizites haben.